# Pericolosamente (film)
Pericolosamente (Treacherous) è un film del 1993, diretto da Kevin Brodie.

## Trama
Un ex pilota di auto da corsa che si è ritirato ed è il proprietario di un hotel in Messico, viene coinvolto in una rapina da 2 milioni di dollari da parte di una delle sue ex ragazze.